# Christopher Swalwell
Christopher Swalwell – australijski judoka.
Brązowy medalista mistrzostw Oceanii w 2006. Wicemistrz Australii w 2014 roku.